# 豊明市立豊明中学校
豊明市立豊明中学校（とよあけしりつ とよあけちゅうがっこう）は、愛知県豊明市西川町横井にある中学校。
1947年（昭和22年）の開校から約30年間は豊明市唯一の中学校だったが、1976年（昭和51年）に豊明市立栄中学校を、1982年（昭和57年）に豊明市立沓掛中学校を分離している。耐震工事実施前は天文台があった。毎年『第九』の全校合唱が行われていたが、2019年を最後に行われなくなった。

## 歴史

### 年表
- 1947年（昭和22年） - 愛知郡豊明村立豊明中学校として開校
- 1957年（昭和32年） - 町制施行に伴って愛知郡豊明町立豊明中学校と改称
- 1972年（昭和47年） - 市制施行に伴って豊明市立豊明中学校と改称
- 1976年（昭和51年） - 豊明市立栄中学校を分離
- 1982年（昭和57年） - 豊明市立沓掛中学校を分離

### 生徒数の変遷
『愛知県小中学校誌』（2018年）によると、生徒数の変遷は以下の通りである。
| 1947年（昭和22年） | 415人  |  |
| 1957年（昭和32年） | 824人  |  |
| 1967年（昭和42年） | 928人  |  |
| 1977年（昭和52年） | 1346人 |  |
| 1987年（昭和62年） | 1314人 |  |
| 1997年（平成9年）  | 760人  |  |
| 2007年（平成19年） | 676人  |  |
| 2017年（平成29年） | 588人  |  |

## 学区
最寄りバス停は名鉄バスの「豊明中学校前」。学校の敷地は竹田山と呼ばれる高台にある。敷地は4,000m2を超え、4棟の校舎、6面のテニスコート、室内50メートルプールなどがある。学校の周辺には二村山や三崎水辺公園などがある。1980年には隣接地に豊明市立図書館が開館し、豊明中学校と図書館とは導入路を共用している。斜め向かいには三崎小学校がある。
- 豊明市立豊明小学校の一部  : 国道1号より南側は豊明市立栄中学校の学区となる。
- 豊明市立二村台小学校
- 豊明市立大宮小学校
- 豊明市立三崎小学校

## クラブ活動

### 運動部
- サッカー（男子）
- ソフトテニス（男子・女子）
- バレーボール（女子）
- バスケットボール（男子）
- 卓球（男子・女子）
- 剣道（男子・女子）
- 柔道（男子・女子）
- 陸上（男子・女子）
- 水泳（男子・女子）※人数が少ないため季節限定の部活となった

### 文化部
- 吹奏楽（男女）
- 美術（男女）
- 科学（男女）